# Lennea melanocarpa
Lennea melanocarpa är en ärtväxtart som först beskrevs av Diederich Franz Leonhard von Schlechtendal, och fick sitt nu gällande namn av Hermann August Theodor Harms. Lennea melanocarpa ingår i släktet Lennea och familjen ärtväxter. Inga underarter finns listade i Catalogue of Life.